# Advection géostrophique
L’advection géostrophique est l’advection produite par le vent géostrophique.